# Osiedle Władysława Jagiełły (Poznań)

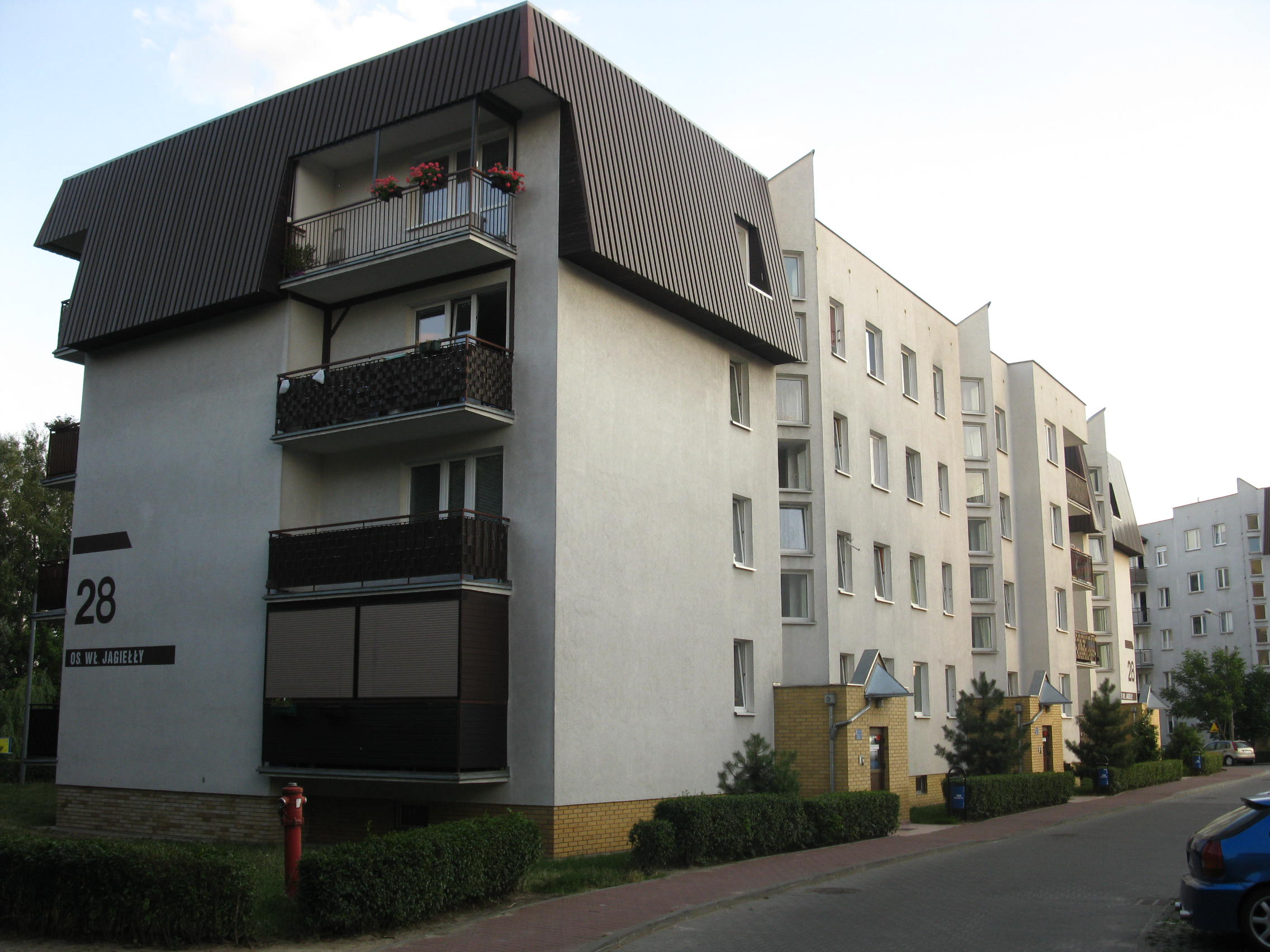
Blok na osiedlu

Osiedle Władysława Jagiełły – osiedle mieszkaniowe w Poznaniu, na terenie jednostki pomocniczej Osiedle Piątkowo, na Piątkowie. Sąsiaduje z osiedlami: Jana III Sobieskiego, Zygmunta Starego, Bolesława Chrobrego oraz Hulewiczów. Na osiedlu znajduje się 29 budynków 4-, 5- i 6-kondygnacyjnych.

## Historia
W latach 30. XX w. w rejonie dzisiejszego osiedla Władysława Jagiełły, we wschodniej części dawnej wsi Piątkowo, powstało robotnicze osiedle zwane "Maderą".
Pierwsze bloki na osiedlu zmontowano w 1991. Administratorem było wtedy jeszcze Osiedle Bolesława Chrobrego. Samodzielność wspólnotową osiedle uzyskało (wraz z pobliskim Osiedlem Zygmunta Starego) w 1994. Podczas budowy osiedla likwidacji uległy dwie ulice zlokalizowane tam wcześniej: Emila Zegadłowicza i Stefana Poradowskiego.

## Ulice
Granice osiedla wyznaczają następujące ulice:
- ul. K. Szymanowskiego
- ul. F. Stróżyńskiego
- ul. M. Jaroczyńskiego